# Choya (ort i Argentina)
Choya är en ort i Argentina.   Den ligger i provinsen Catamarca, i den norra delen av landet, 1 100 km nordväst om huvudstaden Buenos Aires. Choya ligger 1 295 meter över havet och antalet invånare är 403.
Terrängen runt Choya är varierad, och sluttar söderut. Närmaste större samhälle är Andalgalá, 11,0 km sydost om Choya.
Omgivningarna runt Choya är i huvudsak ett öppet busklandskap. Runt Choya är det mycket glesbefolkat, med 4 invånare per kvadratkilometer.